# Antylopik ogadeński
Antylopik ogadeński, dibatang (Ammodorcas clarkei) – gatunek ssaka parzystokopytnego z rodziny wołowatych, jedyny przedstawiciel rodzaju antylopik (Ammodorcas).

## Nazwa zwyczajowa
W wydanej w 2015 roku przez Muzeum i Instytut Zoologii Polskiej Akademii Nauk publikacji „Polskie nazewnictwo ssaków świata” autorzy nadali rodzajowi Ammodorcas polską nazwę zwyczajową antylopik (obejmującą gatunek antylopik ogadeński), jednak taką samą nazwę nadali także rodzajowi Raphicerus.

## Opis
Antylopik ogadeński ma rdzawoczerwoną sierść, która od spodu jest koloru białawego. Głowa dość mała, u samców zaopatrzona w małe rogi długości ok. 25 cm.
Długość ciała – 150–170 cm
Wysokość w kłębie – 95–100 cm
Masa – ok. 28–35 kg.
Jest zwierzęciem roślinożernym i dość dobrze znosi długotrwały brak wody.

## Występowanie
Żyje w małych stadach do kilkunastu sztuk na piaszczystych terenach pokrytych ciernistymi krzewami i drzewami Afryki środkowowschodniej w Etiopii i Somalii.

## Status zagrożenia
Gatunek narażony na wyginięcie.